# Municipio de Gibson (condado de Cameron)
El municipio de Gibson (en inglés: Gibson Township) es un municipio ubicado en el condado de Cameron en el estado estadounidense de Pensilvania. En el año 2000 tenía una población de 222 habitantes y una densidad poblacional de 0.9 personas por km².

## Geografía
El municipio de Gibson se encuentra ubicado en las coordenadas 41°22′00″N 78°06′59″O / 41.36667, -78.11639.

## Demografía
Según la Oficina del Censo en 2000 los ingresos medios por hogar en la localidad eran de $27,917 y los ingresos medios por familia eran $36,667. Los hombres tenían unos ingresos medios de $31,250 frente a los $14,167 para las mujeres. La renta per cápita para la localidad era de $11,888. Alrededor del 4,2% de la población estaban por debajo del umbral de pobreza.